# Rafael Silva (Fußballspieler, 1990)
Rafael Silva dos Santos, genannt Rafael Silva, (* 8. Oktober 1990 in Feira de Santana) ist ein brasilianischer Fußballspieler.

## Karriere
Rafael Silva startete seine fußballerische Ausbildung beim Portuguesa in São Paulo. Hier schaffte er auch den Sprung in die erste. Nach verschiedenen Stationen u. a. in Portugal kam er 2014 zum CR Vasco da Gama nach Rio de Janeiro in die Série B. Hier trug er zum Wiederaufstieg der Mannschaft in die höchste Spielklasse für die Série A 2015 bei. Nachdem die Mannschaft am Ende der Saison wieder absteigen musste, konnte der Spieler die Spielklasse halten, indem er Anfang 2016 zum Cruzeiro EC wechselte. Anfang Juli 2016 wurde Silva an den Ligakonkurrenten Figueirense FC ausgeliehen. Auch die Saison 2017 sollte der Spieler nicht bei Cruzeiro bleiben. Nachdem geplant war ihn an Náutico Capibaribe ausleihen, wurden diese Pläne im Januar 2017 kurzfristig geändert und Silva ging für ein halbes Jahr nach Dubai zum Hatta Club. Sein erstes Spiel in der UAE Arabian Gulf League bestritt Silva in der Saison 2016/17 am 14. Januar 2017 gegen den al-Wahda (Abu Dhabi). In dem Spiel erzielte er in der 68. und 70. Minute die Treffer zum 3:1 und 3:2.
Nach seiner Rückkehr aus den Vereinigten Arabischen Emiraten schloss sich das nächste Leihgeschäft an. Im Mai 2017 kam Silva zum Guarani FC. Mit diesem trat er in der Série B an. Im Januar 2018 wechselte Slva ablösefrei zum CA Bragantino. Nach nur vier Spiele in der Staatsmeisterschaft von São Paulo, verließ er den Klub Richtung China. Er ging zum Dalian Transcendence in die China League One, der zweithöchsten chinesischen Spielklasse. Sein erstes Spiel in der Liga bestritt Silva am 11. März 2018, dem ersten Spieltag der Saison 2018. Im Auswärtsspiel gegen Qingdao Huanghai stand er in der Startelf. Sein erstes Ligator für Dalian erzielte Silva am fünften Spieltag derselben Saison. Gegen Meizhou Meixian Techand traf er auswärts in der 41. Minute zum 2:1-Anschluss (Entstand 3:1).
Im Dezember 2019 wurde der erneute Wechsel von Rafael Silva bekannt. Für die Saison 2020 wechselte er nach Bolivien zum Club Always Ready. In der Meisterschaft 2020 bestritt er 12 Spiele (drei Tore) sowie eines in der Copa Sudamericana 2020. Im Februar 2021 wechselte zu Al-Shorta in den Irak. Im gleichen Jahr zog es ihn wieder nach Indonesien. Hier unterschrieb er am 14. Juni 2021 einen Vertrag beim Erstligisten Madura United. Zum Jahreswechsel 2021/22 ging er zum zweiten Mal nach 2019 zum PS Barito Putera. Für Putera bestritt er 31 Ligaspiele und schoss dabei 14 Tore. Anfang Februar 2023 kehrte er in seine Heimat zurück. Hier schloss er sich in Itu zum zweiten Mal dem Ituano FC an. Noch im selben Jahr ging er nach Malaysia zum Sri Pahang FC und kehrte 2024 zu Portuguesa zurück.

## Erfolge
Ituano
- Campeonato Paulista: 2014

Vasco da Gama
- Campeonato Carioca: 2015

Always Ready
- Liga de Fútbol Profesional Boliviano: Apertura 2020